# Štokavščina
Štokavščina je eno izmed treh narečij hrvaščine. Na štokavskem narečju temeljijo tudi srbščina in bosanščine. Temelji na vprašalnici, oziroma na vprašalnem zaimku što (kaj).